# Claus Thomsen (Badminton)
Claus Thomsen (* 6. April 1965) ist ein dänischer Badmintonspieler.

## Karriere
Claus Thomsen gewann nach einem Titel bei den Junioreneuropameisterschaften, einem Titel bei den Nordischen Juniorenmeisterschaften und mehreren Titeln bei nationalen Nachwuchsmeisterschaften 1984 mit den Czechoslovakian International sein erstes bedeutendes Turnier bei den Erwachsenen. Ein Jahr später siegte er bei den French Open. 1986 war er bei den USSR International und Austrian International erfolgreich. 1988 gewann  er noch einmal in Österreich und gewann auch die Scottish Open. 1990 siegte er bei den Malta International.

## Sportliche Erfolge
| Saison    | Veranstaltung                                    | Disziplin    | Platz | Name                                                |
| --------- | ------------------------------------------------ | ------------ | ----- | --------------------------------------------------- |
| 1976/1977 | Dänemark: Einzelmeisterschaften der Junioren U13 | Herrendoppel | 1     | Claus Thomsen, Esbjerg / Ken Bacher, Greve          |
| 1976/1977 | Dänemark: Einzelmeisterschaften der Junioren U13 | Herreneinzel | 1     | Claus Thomsen, Esbjerg                              |
| 1978/1979 | Dänemark: Einzelmeisterschaften der Junioren U15 | Herreneinzel | 1     | Claus Thomsen, Esbjerg                              |
| 1978/1979 | Dänemark: Einzelmeisterschaften der Junioren U15 | Mixed        | 1     | Claus Thomsen, Esbjerg / Birgitte Hindse, Nr. Broby |
| 1980/1981 | Dänemark: Einzelmeisterschaften der Junioren U17 | Herreneinzel | 1     | Claus Thomsen, Esbjerg                              |
| 1980/1981 | Dänemark: Einzelmeisterschaften der Junioren U17 | Mixed        | 1     | Claus Thomsen, Esbjerg / Birgitte Hindse, Nr. Broby |
| 1981      | Junioren-Europameisterschaft                     | Herrendoppel | 3     | Mogens Nielsen / Claus Thomsen                      |
| 1982      | Nordische Juniorenmeisterschaften                | Herreneinzel | 1     | Claus Thomsen                                       |
| 1982/1983 | Dänemark: Einzelmeisterschaften der Junioren U19 | Herrendoppel | 1     | Claus Thomsen, Esbjerg / Karsten Schultz, Højbjerg  |
| 1982/1983 | Dänemark: Einzelmeisterschaften der Junioren U19 | Herreneinzel | 1     | Claus Thomsen, Esbjerg                              |
| 1982/1983 | Dänemark: Einzelmeisterschaften der Junioren U19 | Mixed        | 1     | Claus Thomsen, Esbjerg / Birgitte Hindse, Nr. Broby |
| 1983      | Junioren-Europameisterschaft                     | Herrendoppel | 2     | Claus Thomsen / Karsten Schulz                      |
| 1983      | Nordische Juniorenmeisterschaften                | Herreneinzel | 1     | Claus Thomsen                                       |
| 1983      | Junioren-Europameisterschaft                     | Herreneinzel | 1     | Claus Thomsen                                       |
| 1984      | Czechoslovakian International                    | Herrendoppel | 1     | Kim Brodersen / Claus Thomsen                       |
| 1985      | French Open                                      | Herrendoppel | 1     | Kim Brodersen / Claus Thomsen                       |
| 1985      | Norwegian International                          | Herrendoppel | 1     | Poul-Erik Høyer Larsen / Claus Thomsen              |
| 1986      | USSR International                               | Herreneinzel | 1     | Claus Thomsen                                       |
| 1986      | Austrian International                           | Herrendoppel | 1     | Claus Thomsen / Henrik Svarrer                      |
| 1986/1987 | Dänemark: Einzelmeisterschaft der Amateure       | Herreneinzel | 1     | Claus Thomsen, Gentofte BK                          |
| 1988      | Austrian International                           | Herreneinzel | 1     | Claus Thomsen                                       |
| 1988      | Scottish Open                                    | Herrendoppel | 1     | Henrik Svarrer / Claus Thomsen                      |
| 1990      | Malta International                              | Herreneinzel | 1     | Claus Thomsen                                       |